# Semiothisa subvaria
Semiothisa subvaria là một loài bướm đêm trong họ Geometridae.